# 祇陀太子
祇陀，又译祇头、逝多，意為戰勝。為古印度憍薩羅國波斯匿王（Prasenajit）之太子。
給孤獨長者打算購買祇陀的園林，以奉獻給釋迦牟尼佛，但祇陀身為太子，富有無比，根本看不上給孤獨長者手上的銀錢，於是戲言「汝將黃金鋪滿園地，我方肯賣」。給孤獨長者歡欣鼓舞，耗盡家資，終於辦到要求，將金箔鋪滿了園地，祇陀太子感動而言：「園中土地，盡滿金箔，已為公得。惟我園中木未貼金箔，仍為我有。吾亦欲以獻佛也。」祇陀太子布施樹林予佛，給孤獨長者獻地建精舍奉佛，是為「祇樹給孤獨園」，簡稱「祇園」。
後異母的弟弟毘琉璃王（Virudhaka）兵變篡位，放逐波斯匿王，并攻伐迦毗羅衛。毘琉璃王班師，回舍衛城後，闻见祇陀大兴伎乐自娱，心想“自己征战沙场百般辛劳忧虑，祇陀却在城中自娱，如果我失敗了，豈不是讓他白白得到王位」大怒，拔剑斬殺之。佛经记载，祇陀太子死後升天受福。

### 外部文獻
- 《金剛經註釋》.徐興無.三民書局
- 《增一阿含經》